# Albizzati (cognome)
Albizzati è un cognome di lingua italiana.

## Varianti
Il cognome non presenta varianti.

## Origine e diffusione
Cognome tipicamente settentrionale, è presente prevalentemente in Lombardia.
Potrebbe derivare dal toponimo Albizzate o costituire una variante del cognome Albizi.

## Persone
- Carlo Albizzati – archeologo e numismatico italiano
- Flavio Albizzati – sindacalista, politico e partigiano italiano